# Ella Peaters
Ella Zefora Peaters, född Ella Zefora Hansen 13 februari 1907 i Skien, död 14 mars 1991 i Oslo) var en norsk skådespelare, revyartist, sångare och cirkusartist.
Peaters debuterade fyra år gammal som lindansare och turnerade därefter som cirkusartist, dansare, schlagersångare, varietéartist och revyprimadonna. Hon var engagerad vid Dovrehallen som vissångare och för även knuten till Scalateatern i Köpenhamn och Chat Noir i Oslo. Hon verkade även i utlandet. Hon medverkade även i tre filmer under 1930-talet.
Hon var gift med den norska pianisten, kompositören och kapellmästaren Alf Peaters. Hon ligger begravd på Vår Frelsers gravlund i Oslo.

## Filmografi
- 1933 – Op med hodet!
- 1933 – I kongens klær
- 1936 – Cirkus-Revyen 1936